# 本間金之助 (2代目)
二代目本間 金之助（ほんま きんのすけ、旧姓・山内、1845年3月17日（弘化2年2月10日） - 1929年（昭和4年）1月14日）は、日本の政治家（貴族院議員）、秋田県多額納税者、実業家。第四十八銀行、秋田貯蓄銀行各頭取。北秋木材監査役。族籍は秋田県平民。勲四等。

## 来歴
出羽国雄勝郡（現・秋田県湯沢市）出身。山内三郎兵衛の三男。辻兵吉の兄。幼名は、山内由松。幼い頃より商才があった。戊辰の前後出て久保田城下（秋田市）に来て、独力雑貨を商い、多売薄利を主義として奮闘したため忽ち世間の信用を博した。1872年（明治5年）、本間金之助の養子となり、後家督を相続し、二代目金之助を襲名。
1892年（明治25年）以降秋田県実業調査会、同山林会、秋田市教育会等の役員を務めた。貧しい家庭の子らのために私立の福田小学校を設立したり、後の本金西武・西武秋田店の前身となる本金商店等を運営。
また、菅礼治退任後より第四十八銀行の頭取が長年空席となっていたが、1907年（明治40年）7月に本間が就任、旧秋田銀行と共同で設立した秋田貯蓄銀行頭取と共に何れも没するまで務めた。
1911年（明治44年）秋田県多額納税者として貴族院議員に互選され、同年9月29日から、1918年（大正7年）9月28日まで1期在任した。
1929年（昭和4年）1月14日死去。墓所は秋田市の光明寺。

## 人物
住所は秋田市大町。

## 家族・親族
本間家
- 養父・金之助[3]
- 養子・永助（1864年 - ?、養兄・藤蔵の長男）[6]
  - 同妻・ミサ（1878年 - ?、秋田、加賀谷長兵衛の妹）[6]
- 孫
  - 3代目金之助（1897年 - ?、前名・金次郎、養子・永助の長男）[3]
  - 徳三郎（1901年 - ?、養子・永助の二男）[3]
  - 忠四郎（1908年 - ?、養子・永助の三男）[6]
  - シゲ（1899年 - ?、養子・永助の長女、養孫・長之助の妻）[3]
  - トヨ（1903年 - ?、養子・永助の二女、小川長右衛門の長男・辰之助の妻）[3]
  - クニ（1905年 - ?、養子・永助の三女、実弟・辻兵吉の孫・兵太郎の妻）[3]
- 養孫・長之助（1895年 - ?、秋田、平田新之助の弟、孫・シゲの夫）[3]

親戚
- 2代目辻兵吉（実弟、秋田県多額納税者、秋田銀行頭取）
- 山内三郎兵衛（秋田県多額納税者、京山合名会社理事）